# Mei 2019
Dit artikel geeft een chronologisch overzicht van de belangrijkste gebeurtenissen per dag in de maand mei van het jaar 2019.

## Gebeurtenissen

### 1 mei
- Naruhito wordt keizer van Japan.

### 3 mei
- De orkaan Fani komt in het noordoosten van India aan land en trekt over Odisha. Er is grote schade en er vallen zeker 28 doden.

### 5 mei
- Op de luchthaven Sjeremetjevo in Moskou vliegt een Soechoj Superjet 100 in brand na een noodlanding. Er vallen 41 doden.

### 6 mei
- Het eerste kind van prins Harry, hertog van Sussex, en Meghan Markle, hertogin van Sussex, wordt geboren. De jongen is zevende in lijn voor de Britse troonopvolging. Op 8 mei wordt bekend dat hun zoon Archie Mountbatten-Windsor heet.
- De Engelsman Judd Trump wint het wereldkampioenschap snooker 2019 met 18-9 van John Higgins.

### 8 mei
- Ajax wordt in de halve finale van de Champions League uitgeschakeld door Tottenham Hotspur. Het beslissende doelpunt valt pas in de 96e minuut. Het doelpunt was de derde goal van Lucas Moura.

### 14 mei
- Formula One Management maakt bekend dat de Grand Prix Formule 1 van Nederland in 2020 na 35 jaar weer terugkeert. De race zal drie jaar lang worden georganiseerd op het Circuit Zandvoort.
- 64e editie van het Eurovisiesongfestival in Israël (tot 18 mei).

### 17 mei
- Taiwan legaliseert als eerste Aziatisch land het homohuwelijk.[1]

### 18 mei
- De Nederlandse zanger Duncan Laurence wint met het lied Arcade het Eurovisiesongfestival 2019 in Tel Aviv. Het is voor het eerst in 44 jaar dat Nederland het Eurovisiesongfestival wint. Wikinieuws

### 22 mei
- De Nederlandse provincie Groningen wordt getroffen door een aardbeving van 3,4 op de schaal van Richter. (Lees verder)

### 23 mei
- De verkiezingen voor het Europees Parlement worden in Nederland gehouden. Hierbij werd de Partij van de Arbeid de verrassende winnaar. De verkiezingen vonden in alle lidstaten plaats van 23 tot en met 26 mei 2019.

### 24 mei
- Theresa May kondigt haar aftreden aan als Britse premier. Ze neemt op 7 juni ontslag als leider van de Conservatieve Partij en blijft aan als premier tot haar opvolger is gekozen.

### 26 mei
- Regionale, federale en Europese verkiezingen in België. De federale regeringspartijen verliezen. In Vlaanderen is Vlaams Belang de winnaar van de verkiezingen.
- De Zuid-Koreaanse film Parasite wint de Gouden Palm op het Filmfestival van Cannes.
- Honderden moslimjongeren proberen in Eindhoven een demonstratie van Pegida te verstoren en gooien met stenen en vuurwerk. De politie moet de demonstratie vanwege de veiligheid van de demonstranten beëindigen.

### 27 mei
- Start van de regeringsformaties in België.
- In Oostenrijk valt het kabinet-Kurz I, dat in de voorgaande week al demissionair werd vanwege het Ibiza-schandaal, na een motie van wantrouwen.[2]

### 29 mei
- Bij een scheepvaartongeluk op de Donau in Boedapest (Hongarije) verdrinken verscheidene Zuid-Koreaanse toeristen.[3]
- Hells Angels Holland, de Nederlandse tak van Hells Angels, wordt door de rechtbank in Utrecht verboden.

## Overleden
← · januari · februari · maart · april · mei · juni · juli · augustus · september · oktober · november · december ·  →